# ورقة 5 جنيه إسترليني البنك الملكي الاسكتلندي
ورقة 5 جنيه إسترليني البنك الملكي الاسكتلندي والمعروفة أيضًا باسم Fiver، هي ورقة جنيه إسترليني نقدية.وهي ثاني أصغر فئة من الأوراق النقدية الصادرة عن البنك الملكي الاسكتلندي. أصدرت ورقة البوليمر الحالية في عام 2016، على وجه الورقة صورة المؤلفة نان شيبرد وعلى الظهر زوجا إسقمري.

## التاريخ
بدأ البنك الملكي الاسكتلندي بإصدر ورقة 5 جنيه استرليني في عام 1727 وهو نفس العام الذي أسس فيه البنك. كانت الأوراق النقدية المبكرة أحادية اللون وتُطبع على جانب واحد فقط. نظم قانون الأوراق النقدية (اسكتلندا) لعام 1845 إصدار البنوك الاسكتلندية الأوراق النقدية حتى استبدل بقانون البنوك لعام 2009. الأوراق النقدية الاسكتلندية هي عملة قانونية مقبولة بشكل عام في جميع أنحاء المملكة المتحدة. وهي أصلية كما الأوراق النقدية التي يصدرها بنك إنجلترا. ورقة 5 جنيه استراليني هي حاليًا ثاني أصغر فئة من الأوراق النقدية الصادرة عن بنك الملكي الاسكتلندي.
لا تسحب الأوراق النقدية الاسكتلندية بنفس الطريقة التي تسحب أوراق بنك إنجلتر بالتالي يمكن العثور على عدة إصدارات مختلفة من ورقة 5 جنيه إسترليني البنك الملكي الاسكتلندي، تشجع لجنة المصرفيين الاسكتلنديين الجمهور أو استبدال الأوراق النقدية القديمة غير البوليمرية بالأوراق الجديدة المصدرة في 1 مارس 2018.
اصدرت ورقة 5 جنيه إسترليني من سلسلة إيلي في عام 1987. على وجه الورقة صورة الورد إيلاي أول محافظ للبنك، وصورة اللورد إيلي أيضًا هي العلامة المائية. تشمل عناصر التصميم الأخرى شعار البنك وواجهة منزل دونداس ومقر البنك في إدنبرة وسقف القاعة المصرفية. على ظهر ورقة 5 جنيه إسترليني صورة قلعة كولزيان. أصدرت أوراق 5 جنيهات إسترلينية تذكارية لإحياء ذكرى أحداث معينة منها اليوبيل الذهبي للملكة إليزابيث الثانية والذكرى السنوية الـ 250 لنادي الجولف الملكي القديم والذكرى الـ 400 لكلية الجراحين الملكية بإدنبرة والاحتفال بمسيرة لاعب الجولف الأمريكي جاك نيكولاس.
أعلن في عام 2015 عن إصدار ورقة 5 جنيه بوليمر في النصف الثاني من عام 2016. على وجه الورقة صورة للمؤلف نان شيبرد وبجانبها Cairngorms واقتباس من كتاب Shepherd The Living Mountain. على الظهر زوجا إسقمري واقتباس من قصيدة الاختيار لسورلي ماكلين.

## الإصدارات
| السلسلة  | تاريخ الإصدار | اللون | الحجم        | التصميم                               |
| -------- | ------------- | ----- | ------------ | ------------------------------------- |
| إيلي     | 1987          | أزرق  | 135 × 70 ملم | الوجه: اللورد إيلي؛ الظهر: قلعة كولزن |
| البوليمر | 2016          | أزرق  | 125 × 65 ملم | الوجه: نان شيبرد؛ الظهر: زوجا إسقمري  |

المعلومات مأخوذة من موقع لجنة المصرفيين الاسكتلنديين.

## روابط خارجية
- The Committee of Scottish Bankers website